# SIAI S.17
Il SIAI S.17 o Savoia S.17 fu un idrocorsa monomotore biplano costruito dall'azienda aeronautica italiana SIAI per la Coppa Schneider del 1920.

## Storia del progetto
Il S.17 partecipò all'edizione della Coppa Schneider del 1920 a Monaco. Il velivolo non riuscì però a finire la gara perché ebbe un incidente durante la partenza finale.

## Tecnica
Il S.17 è stato un biplano monocarena monoposto costruito specificamente per la Coppa Schneider dalla SIAI. Con il suo motore raffreddato a liquido Ansaldo San Giorgio 4E-14 da 231 kW (310 CV) aveva una velocità massima di 190,9 chilometri all'ora. Il motore, dotato di ampio radiatore frontale, era installato su un castello tubolare sotto al centro dell'ala superiore, abbinato ad un'elica bipala a passo fisso in legno di tipo spingente.
Da questo velivolo fu sviluppato il successivo e più prestazionale SIAI S.19.